# Franz Dittrich
Franz von Dittrich (16. října 1815 Mikulášovice – 29. srpna 1859 Mikulášovice) byl německo-český lékař v oboru anatomie a patologie, vědec, profesor a rektor univerzity v Erlangenu a v neposlední řadě také amatérský botanik.

## Mládí a studium
Franz Dittrich se narodil jako jedno ze tří dětí v rodině mikulášovického kupce, který bydlel v domě čp. 568.  Ve škole měl velmi dobrý prospěch, proto jej otec poslal roku 1825 do Litoměřic, kde pod dohledem šluknovského rodáka pátera Josefa Günthera studoval na místní měšťanské škole a později na gymnáziu. Během studií ho nejvíce zajímala botanika, která se pak stala jeho celoživotním koníčkem. V roce 1833 odešel do Prahy studovat dvouleté lyceum, jehož absolvování bylo podmínkou pro univerzitní studium. V následujícím roce zemřela Dittrichova matka. Toto období bylo přesto velmi významné; během studia se setkal s přáteli z Litoměřic Ferdinandem Arltem (1812–1887) a Antonem Jakschem (1810–1887), kteří studovali medicínu. Zvláště druhý jmenovaný se stal jeho nejbližším přítelem až do konce života a ovlivnil Dittricha natolik, že se roku 1835 sám rozhodl pro studium medicíny na Karlo-Ferdinandově univerzitě. V průběhu následujících let při studijních a poznávacích cestách navštívil celou řadu německých, rakouských a dánských měst. Ve volném čase se nadále věnovat studiu botaniky, takže byl v roce 1840 jmenován korespondentem Královské botanické společnosti v Řezně. Následujícího roku úspěšně obhájil svou disertační práci na téma operací šedého zákalu. Pražská studia medicíny zakončil promocí dne 5. listopadu 1841 v Karolinu za smutných okolností: téhož dne zemřel na následky mrtvice jeho otec. V závěru roku 1841 přesídlil do Vídně, aby pokračoval v dalším studiu medicíny (obory chirurgie a porodnictví) u významných profesorů Josefa Škody (1805–1881) a Karla Rokytanského (1804–1878). Roční studium zakončil v následujícím roce druhým doktorátem. Během studií získal nejen mnoho cenných zkušeností, ale také kontaktů s předními lékaři své doby.

## Vědecká kariéra
Po studiu ve Vídni se Franz Dittrich vrátil do Prahy, kde získal nejprve místo pomocného lékaře v nemocnici. Díky své výjimečné píli a znamenitým výkonům se brzy vypracoval na místo prosektora a patologie se tak stala jeho stěžejním oborem.

V revolučním roce 1848 byl Dittrich jmenován suplujícím profesorem anatomie na Karlo-Ferdinandově univerzitě. V jmenování řádným profesorem mu bránily rozdílné názory a zřejmě i nevraživost nejvyššího zemského lékaře Ignaze Nadhernyho (1789-1867). V této době projevil Dittrich zájem stát se obecním lékařem ve svých oblíbených Mikulášovicích, nechtěl být však závislý na příjmech od chudých vesničanů. Nakonec dal přednost vědecké kariéře.

Kýženého profesorského titulu v oboru terapie a klinické medicíny a zároveň místa ředitele zdejší kliniky se dočkal v říjnu 1850 v bavorském Erlangenu. Profesně se v této době věnoval výzkumu a lokalizaci rakovinných novotvarů, dále syfilidě, tuberkulóze, srdeční stenóze a dalším chorobám, o kterých publikoval řadu odborných článků a statí. Přednášky na univerzitě pak věnoval především plicním chorobám. Dittrich nadále udržoval přátelské vztahy se svými pražskými kolegy Jakschem a Arltem. Jak rostla Dittrichova prestiž a význam, dostával nabídky z předních evropských univerzit (např. Heidelberg, Curych, Würzburg, Praha, Roztok nebo Jena). Přestože se proti němu postavila část kolegů, zůstal věrný Erlangenu, což nezůstalo bez odezvy. Bavorský král Maxmilián II. (1848–1864) jej roku 1852 vyznamenal Rytířským křížem sv. Michala za zásluhy, následujícího roku 1853 byl jmenován do té doby nejmladším rektorem erlagenské univerzity. V roce 1855 byl povýšen do šlechtického stavu a získal Civilní řád bavorské koruny, kromě toho mu město Erlangen udělilo čestné občanství. I během náročného života vědce si našel čas na cestování, zejména po německých zemích, často také zavítal k příbuzným do rodných Mikulášovic.

## Závěr života

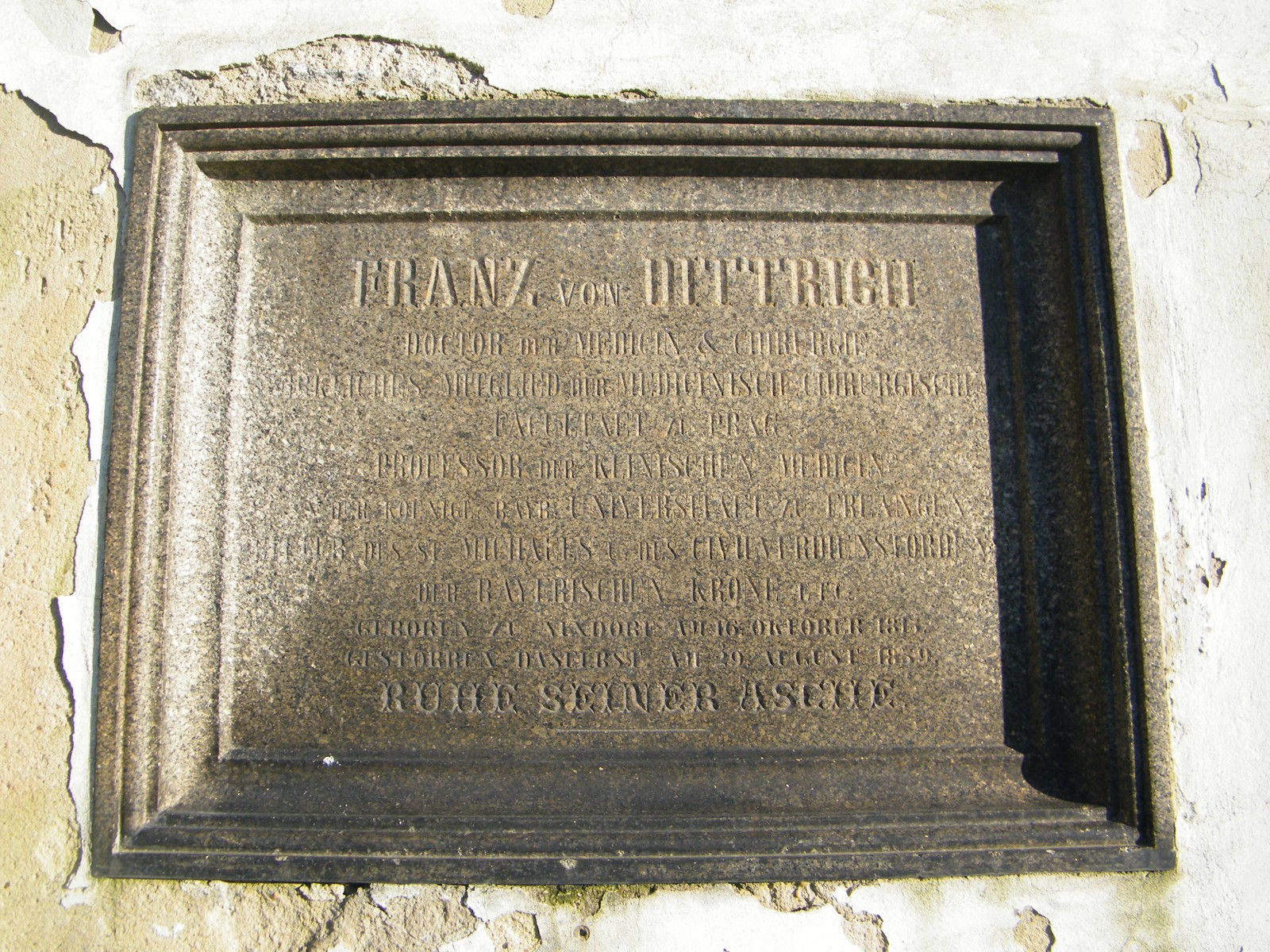
Hrob Franze Dittricha (2013)

V roce 1856 u sebe Dittrich začal pozorovat první příznaky vleklé mozkové choroby v podobě bolestí hlavy a později i dočasné ztráty řeči, v dalších letech se přidaly záněty duhovky a řasnatého tělíska. Onemocnění, které sám diagnostikoval jako mozkovou atrofii, zpočátku kvůli vysokému pracovnímu nasazení podceňoval a zanedbával. Zdravotní stav se postupně zhoršoval; Dittrich se léčil mj. v děčínských lázních a několikrát také pobýval v Mikulášovicích. Zde také 29. srpna 1859 ve věku 43 let zemřel. Na vlastní přání bylo jeho tělo pitváno prof. Arturem Willigkem (1827–1905) z Olomouce, který jako příčinu úmrtí určil hypertrofii mozku s počínající atrofií. Franz Dittrich byl pohřben ve svém rodném městě 2. září na kostelním hřbitově, do západní zdi kostela sv. Mikuláše byla osazena náhrobní deska. Protože se během svého života soustředil na vědeckou práci, nikdy se neoženil a nezanechal tak po sobě žádné potomky.

## Odkaz
Se jménem Franze Dittricha se můžeme v medicíně setkat dodnes. Dittrichovy zátky jsou páchnoucí hrudky syrové konzistence složené z bakterií, odumřelých buněk a krystalů mastných kyselin, které se tvoří v hlenu při bronchitidě a plicní gangréně. Dittrichova stenóza je zúžení kuželu arteriózního (conus arteriosus).